# 琵琶湖総合開発事業
琵琶湖総合開発事業（びわこそうごうかいはつじぎょう）とは、1972年（昭和47年）に制定された琵琶湖総合開発特別措置法に基づき1972年（昭和47年）から1997年（平成9年）にかけて琵琶湖の水資源開発と治水、地域の社会基盤整備を目的として行われた開発事業である。一般的に「琵琶湖総合開発」と呼ばれており、総事業費は約1兆9,000億円。琵琶湖の水資源開発は淀川水系全体の総合的な水資源開発の一端を担うものであるため、琵琶湖開発事業は近畿地方の地域振興政策にも大きな影響を及ぼした。

## 概要
人口の急増と阪神工業地帯の発達など工業化がめざましかった高度経済成長期にあたる1960年代の近畿地方では、地下水のくみ上げに伴う地盤沈下が問題となるとともに、水需要が今後も飛躍的に増大することが予想されていた。近畿地方最大の河川である淀川では、戦前から治水・利水事業が行われてきたが、国家的事業として琵琶湖の湖水を更に下流域に供給することが計画され、事業化されたのが琵琶湖総合開発事業である。結果的に洪水対策が行われ下流域への水供給に寄与するとともに、開発が遅れていた滋賀県の社会基盤が整備されるなどの効果があったが、琵琶湖の水位や取水量が大きく変動したことによる生態系への影響を指摘する意見もある。

## 沿革
- 1972年（昭和47年） - 琵琶湖総合開発特別措置法を閣議決定（当初は10年間の時限立法）。
- 1982年（昭和57年） - 事業変更および10年間の期間延長を実施。
- 1992年（平成4年） - 5年間の期間延長を実施（1997年（平成9年）に終了）。

## 行われた主な事業
行われた事業は大きく分けて「利水」、「治水」、「保全」に分けられる。
- 水位変動に対応するため、琵琶湖の周囲に堤防を設置（現在の湖岸道路）
- 琵琶湖へ流入する河川と琵琶湖から流出する河川の浚渫（洪水対策）
- 滋賀県における下水道等の整備（内水排除施設の建設）